# Sýkorovití
Sýkorovití (Paridae) jsou poměrně známou čeledí pěvců. Všeobecně známý je jeden z nejhojnějších ptáků Česka sýkora koňadra, stejně jako její menší a méně početná příbuzná sýkora modřinka. Tyto dva druhy se velmi dobře přizpůsobily životu ve městě a v zimě navštěvují krmítka, i díky tomu jsou velmi známí. Čeleď však zahrnuje mnohem více druhů a mnohé z nich ani v Česku nežijí (celkem asi 50 druhů).
Sýkory jsou vesměs drobnější, mají poměrně velkou hlavu, téměř přímý špičatý zobák a silné nohy a drápy. Křídla mají krátká a zaoblená, ocas středně dlouhý. V potravě převládá hmyz, který sbírají na stromech, proto jsou vydatnými pomocníky v boji s hmyzími škůdci.

## Popis

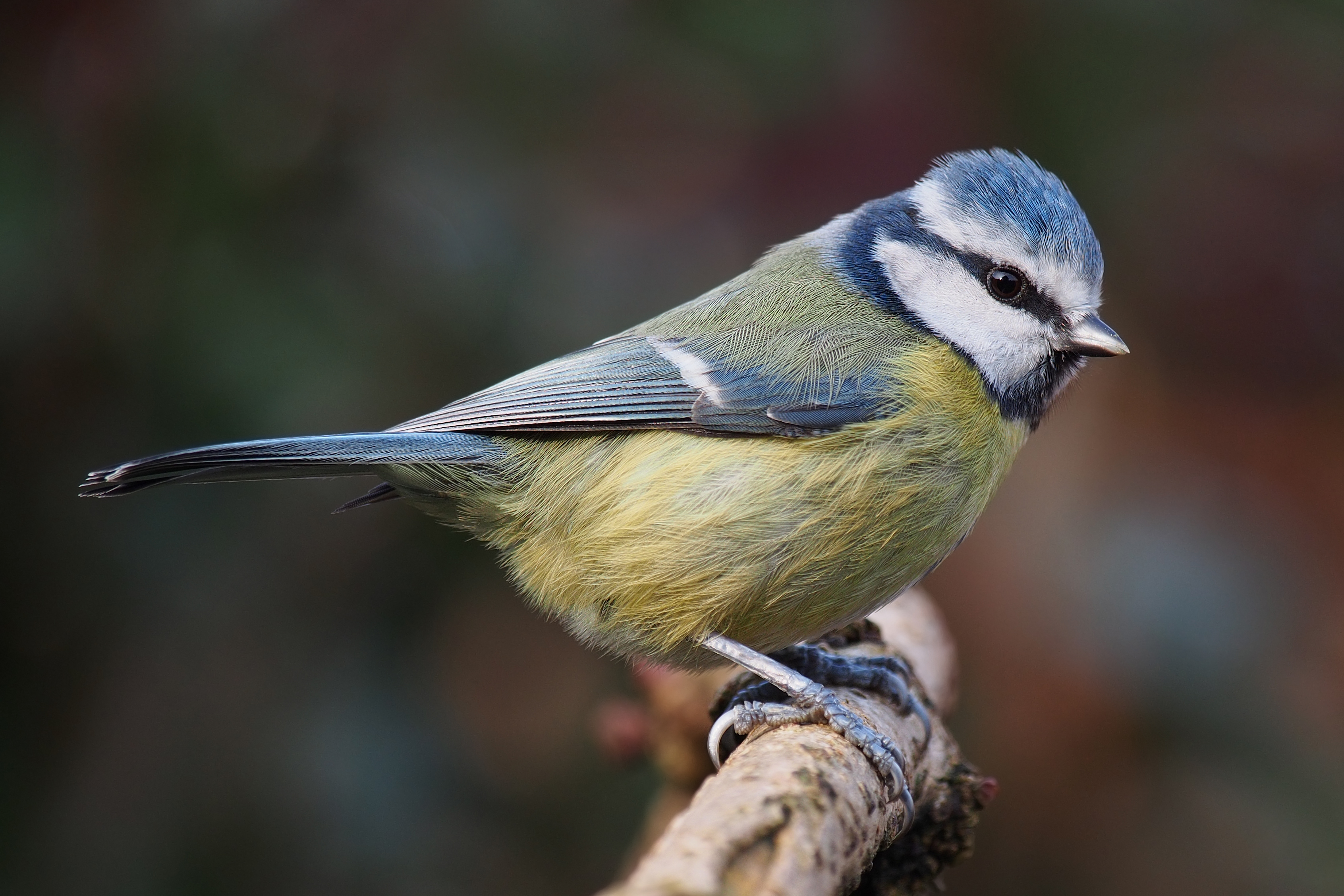
Sýkora modřinka

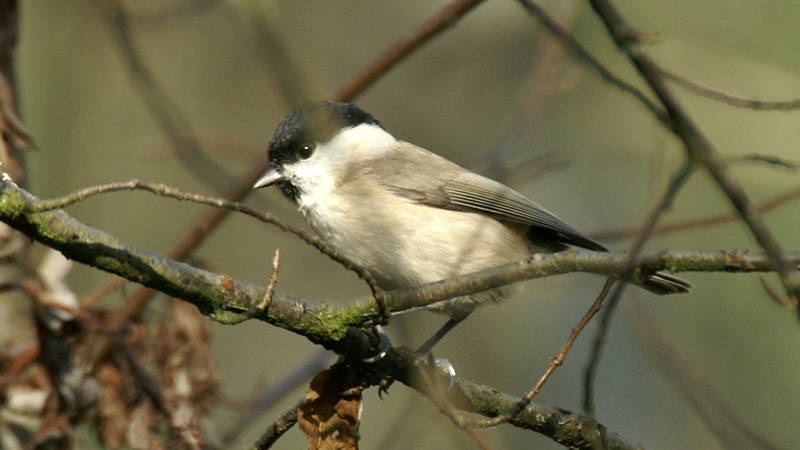
Sýkora babka

Jsou to drobní ptáci, kteří měří 9–20 cm a váží 6–50 g. Poměrně velká hlava nese přímý, různě silný, špičatý zobák. Silné nohy a drápy pomáhají při šplhání. Krátká zaoblená křídla mají deset ručních letek, z nichž první je silně zkrácená. Ocas mají středně dlouhý. Opeření je velmi husté a vesměs kontrastně a pestře zbarvené, u obou pohlaví velmi podobné.
Sýkory jsou vesměs dutinoví ptáci (proto si mohou dovolit pestré zbarvení). Tropické druhy mívají malé snůšky nepřesahující 3 vejce, ptáci z mírného pásma mívají naopak velmi bohaté snůšky. Přeborníkem je drobná sýkora modřinka, která má v průměru 11 vajec, místy dokonce až 19 vajec. Po vyhnízdění se často sdružují do skupin, většina druhů je stálých nebo potulných, jen některé druhy jsou částečně tažné.
Sýkorovití měly původně 3 rody s téměř padesáti druhy, které jsou rozšířeny po celé severní polokouli. Na jihu žijí pouze v Africe.
Někdy se mezi sýkory řadí i mlynaříci (Aegithalos), kteří se však jindy člení mezi vlastní čeleď mlynaříkovitých (Aegithalidae).
Seznam rodů po rozpadu rodu Parus není úplně ustálený, některé názory na tuto problematiku lze najít v cizojazyčných wikipediích a externích odkazech. Pokud bude zpracován rod, který má dva alternativní názvy, je to v příslušném článku uvedeno.

## Fylogeneze a taxonomie
V současné době byly sýkory rozděleny do několika samostatných rodů na základě analýzy DNA. Vztah mezi jednotlivými rody ukazuje následující kladogram:
|  | Pseudopoces (1 druh, donedávna řazený do čeledi krkavcovití) |
|  |                                                              |
|  | Parus (24 druhů velkých sýkor, včetně sýkory koňadry)        |
|  |                                                              |

|  | Lophophanes (2 druhy eurasijských chocholatých sýkor, včetně sýkory parukářky) |
|  |                                                                                |
|  | Baeolophus (5 druhů severoamerických chocholatých sýkor)                       |
|  |                                                                                |

|  | Periparus (7 druhů sýkor, včetně sýkory uhelníčka)                             |
|  |                                                                                |
|  | Poecile (14 druhů sýkor s tmavou čepičkou, včetně sýkory babky a sýkory lužní) |
|  |                                                                                |

|  | Lophophanes (2 druhy eurasijských chocholatých sýkor, včetně sýkory parukářky) |
|  |                                                                                |
|  | Baeolophus (5 druhů severoamerických chocholatých sýkor)                       |
|  |                                                                                |

|  | Periparus (7 druhů sýkor, včetně sýkory uhelníčka)                             |
|  |                                                                                |
|  | Poecile (14 druhů sýkor s tmavou čepičkou, včetně sýkory babky a sýkory lužní) |
|  |                                                                                |

|  | Pseudopoces (1 druh, donedávna řazený do čeledi krkavcovití) |
|  |                                                              |
|  | Parus (24 druhů velkých sýkor, včetně sýkory koňadry)        |
|  |                                                              |

|  | Lophophanes (2 druhy eurasijských chocholatých sýkor, včetně sýkory parukářky) |
|  |                                                                                |
|  | Baeolophus (5 druhů severoamerických chocholatých sýkor)                       |
|  |                                                                                |

|  | Periparus (7 druhů sýkor, včetně sýkory uhelníčka)                             |
|  |                                                                                |
|  | Poecile (14 druhů sýkor s tmavou čepičkou, včetně sýkory babky a sýkory lužní) |
|  |                                                                                |

|  | Lophophanes (2 druhy eurasijských chocholatých sýkor, včetně sýkory parukářky) |
|  |                                                                                |
|  | Baeolophus (5 druhů severoamerických chocholatých sýkor)                       |
|  |                                                                                |

|  | Periparus (7 druhů sýkor, včetně sýkory uhelníčka)                             |
|  |                                                                                |
|  | Poecile (14 druhů sýkor s tmavou čepičkou, včetně sýkory babky a sýkory lužní) |
|  |                                                                                |

|  | Pseudopoces (1 druh, donedávna řazený do čeledi krkavcovití) |
|  |                                                              |
|  | Parus (24 druhů velkých sýkor, včetně sýkory koňadry)        |
|  |                                                              |

|  | Lophophanes (2 druhy eurasijských chocholatých sýkor, včetně sýkory parukářky) |
|  |                                                                                |
|  | Baeolophus (5 druhů severoamerických chocholatých sýkor)                       |
|  |                                                                                |

|  | Periparus (7 druhů sýkor, včetně sýkory uhelníčka)                             |
|  |                                                                                |
|  | Poecile (14 druhů sýkor s tmavou čepičkou, včetně sýkory babky a sýkory lužní) |
|  |                                                                                |

|  | Lophophanes (2 druhy eurasijských chocholatých sýkor, včetně sýkory parukářky) |
|  |                                                                                |
|  | Baeolophus (5 druhů severoamerických chocholatých sýkor)                       |
|  |                                                                                |

|  | Periparus (7 druhů sýkor, včetně sýkory uhelníčka)                             |
|  |                                                                                |
|  | Poecile (14 druhů sýkor s tmavou čepičkou, včetně sýkory babky a sýkory lužní) |
|  |                                                                                |

|  | Pseudopoces (1 druh, donedávna řazený do čeledi krkavcovití) |
|  |                                                              |
|  | Parus (24 druhů velkých sýkor, včetně sýkory koňadry)        |
|  |                                                              |

|  | Lophophanes (2 druhy eurasijských chocholatých sýkor, včetně sýkory parukářky) |
|  |                                                                                |
|  | Baeolophus (5 druhů severoamerických chocholatých sýkor)                       |
|  |                                                                                |

|  | Periparus (7 druhů sýkor, včetně sýkory uhelníčka)                             |
|  |                                                                                |
|  | Poecile (14 druhů sýkor s tmavou čepičkou, včetně sýkory babky a sýkory lužní) |
|  |                                                                                |

|  | Lophophanes (2 druhy eurasijských chocholatých sýkor, včetně sýkory parukářky) |
|  |                                                                                |
|  | Baeolophus (5 druhů severoamerických chocholatých sýkor)                       |
|  |                                                                                |

|  | Periparus (7 druhů sýkor, včetně sýkory uhelníčka)                             |
|  |                                                                                |
|  | Poecile (14 druhů sýkor s tmavou čepičkou, včetně sýkory babky a sýkory lužní) |
|  |                                                                                |

|  | Pseudopoces (1 druh, donedávna řazený do čeledi krkavcovití) |
|  |                                                              |
|  | Parus (24 druhů velkých sýkor, včetně sýkory koňadry)        |
|  |                                                              |

|  | Lophophanes (2 druhy eurasijských chocholatých sýkor, včetně sýkory parukářky) |
|  |                                                                                |
|  | Baeolophus (5 druhů severoamerických chocholatých sýkor)                       |
|  |                                                                                |

|  | Periparus (7 druhů sýkor, včetně sýkory uhelníčka)                             |
|  |                                                                                |
|  | Poecile (14 druhů sýkor s tmavou čepičkou, včetně sýkory babky a sýkory lužní) |
|  |                                                                                |

|  | Lophophanes (2 druhy eurasijských chocholatých sýkor, včetně sýkory parukářky) |
|  |                                                                                |
|  | Baeolophus (5 druhů severoamerických chocholatých sýkor)                       |
|  |                                                                                |

|  | Periparus (7 druhů sýkor, včetně sýkory uhelníčka)                             |
|  |                                                                                |
|  | Poecile (14 druhů sýkor s tmavou čepičkou, včetně sýkory babky a sýkory lužní) |
|  |                                                                                |

|  | Pseudopoces (1 druh, donedávna řazený do čeledi krkavcovití) |
|  |                                                              |
|  | Parus (24 druhů velkých sýkor, včetně sýkory koňadry)        |
|  |                                                              |

|  | Lophophanes (2 druhy eurasijských chocholatých sýkor, včetně sýkory parukářky) |
|  |                                                                                |
|  | Baeolophus (5 druhů severoamerických chocholatých sýkor)                       |
|  |                                                                                |

|  | Periparus (7 druhů sýkor, včetně sýkory uhelníčka)                             |
|  |                                                                                |
|  | Poecile (14 druhů sýkor s tmavou čepičkou, včetně sýkory babky a sýkory lužní) |
|  |                                                                                |

|  | Lophophanes (2 druhy eurasijských chocholatých sýkor, včetně sýkory parukářky) |
|  |                                                                                |
|  | Baeolophus (5 druhů severoamerických chocholatých sýkor)                       |
|  |                                                                                |

|  | Periparus (7 druhů sýkor, včetně sýkory uhelníčka)                             |
|  |                                                                                |
|  | Poecile (14 druhů sýkor s tmavou čepičkou, včetně sýkory babky a sýkory lužní) |
|  |                                                                                |

|  | Pseudopoces (1 druh, donedávna řazený do čeledi krkavcovití) |
|  |                                                              |
|  | Parus (24 druhů velkých sýkor, včetně sýkory koňadry)        |
|  |                                                              |

|  | Lophophanes (2 druhy eurasijských chocholatých sýkor, včetně sýkory parukářky) |
|  |                                                                                |
|  | Baeolophus (5 druhů severoamerických chocholatých sýkor)                       |
|  |                                                                                |

|  | Periparus (7 druhů sýkor, včetně sýkory uhelníčka)                             |
|  |                                                                                |
|  | Poecile (14 druhů sýkor s tmavou čepičkou, včetně sýkory babky a sýkory lužní) |
|  |                                                                                |

|  | Lophophanes (2 druhy eurasijských chocholatých sýkor, včetně sýkory parukářky) |
|  |                                                                                |
|  | Baeolophus (5 druhů severoamerických chocholatých sýkor)                       |
|  |                                                                                |

|  | Periparus (7 druhů sýkor, včetně sýkory uhelníčka)                             |
|  |                                                                                |
|  | Poecile (14 druhů sýkor s tmavou čepičkou, včetně sýkory babky a sýkory lužní) |
|  |                                                                                |

|  | Pseudopoces (1 druh, donedávna řazený do čeledi krkavcovití) |
|  |                                                              |
|  | Parus (24 druhů velkých sýkor, včetně sýkory koňadry)        |
|  |                                                              |

|  | Lophophanes (2 druhy eurasijských chocholatých sýkor, včetně sýkory parukářky) |
|  |                                                                                |
|  | Baeolophus (5 druhů severoamerických chocholatých sýkor)                       |
|  |                                                                                |

|  | Periparus (7 druhů sýkor, včetně sýkory uhelníčka)                             |
|  |                                                                                |
|  | Poecile (14 druhů sýkor s tmavou čepičkou, včetně sýkory babky a sýkory lužní) |
|  |                                                                                |

|  | Lophophanes (2 druhy eurasijských chocholatých sýkor, včetně sýkory parukářky) |
|  |                                                                                |
|  | Baeolophus (5 druhů severoamerických chocholatých sýkor)                       |
|  |                                                                                |

|  | Periparus (7 druhů sýkor, včetně sýkory uhelníčka)                             |
|  |                                                                                |
|  | Poecile (14 druhů sýkor s tmavou čepičkou, včetně sýkory babky a sýkory lužní) |
|  |                                                                                |

### Související články

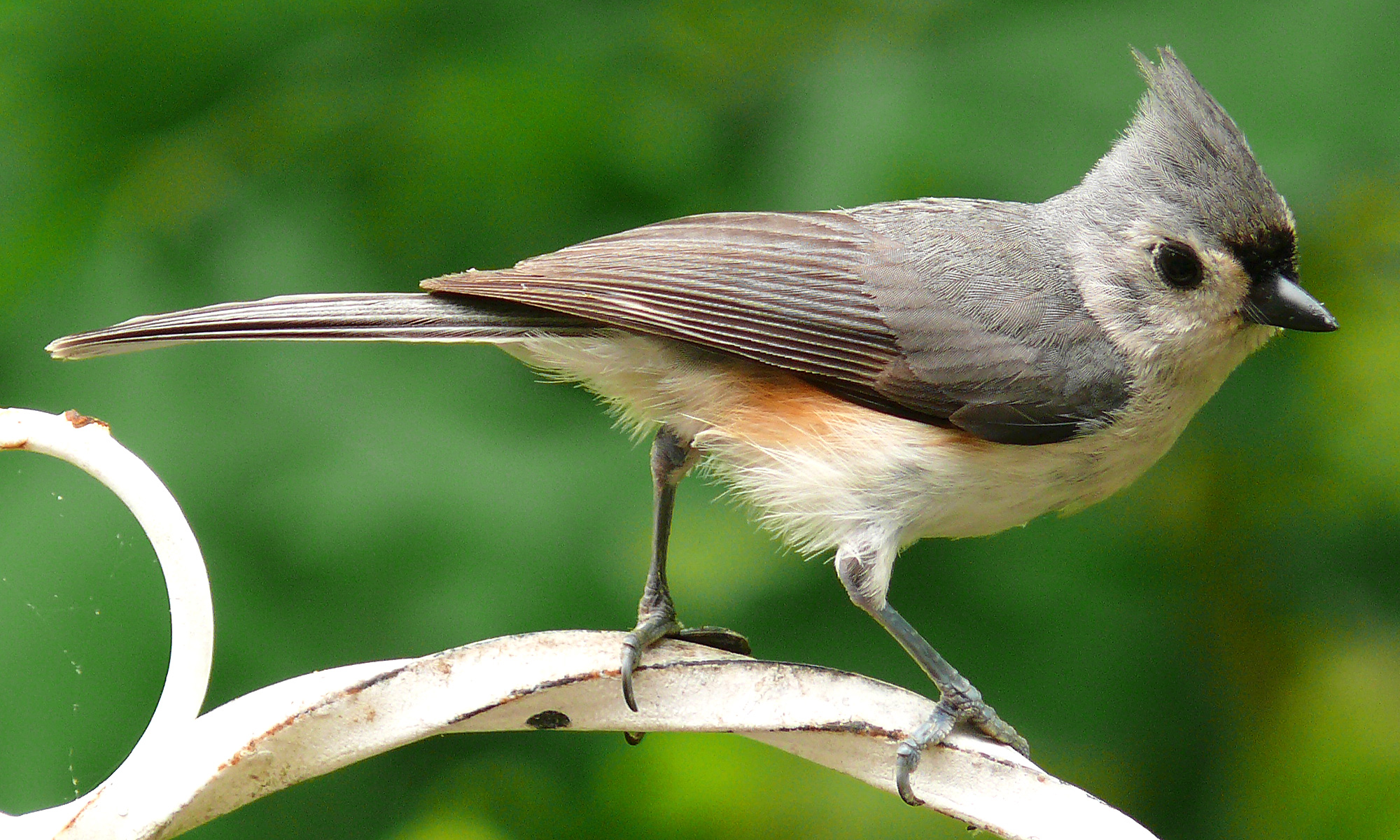
Severoamerická sýkora rezavoboká (Baeolophus bicolor)